# 橘信蔭
橘 信蔭（たちばな の のぶかげ）は、平安時代初期から前期にかけての貴族。名は信陰とも記される。神祇伯・橘氏人の子か。官位は従四位下・播磨守。

## 経歴
仁明朝末の嘉祥3年（850年）従五位下・侍従に叙任され、続く文徳朝では大判事・刑部少輔などを歴任する。
斉衡4年（857年）に安房守に転じると、貞観2年（860年）出羽守と文徳朝末から清和朝の前半にかけて東国の地方官を務める。
貞観10年（868年）従五位上に叙せられると、貞観年間末迄に正五位下に至り、元慶元年（877年）陽成天皇の即位に伴って従四位下に昇叙されるなど、清和朝後半以降は順調に昇進する一方、治部大輔・大蔵大輔と京官を歴任した。
元慶4年（880年）正月6日卒去。最終官位は従四位下行播磨守。同年3月に子息の経仁が太政官に対して、信蔭の生存時に約40万束の籾を播磨国の官倉に委納していたことを帳簿に記載すべき旨を申請したことから、太政官は国司に対して検領して帳簿に記載するように命じている。

## 官歴
『六国史』による。
- 嘉祥3年（850年） 正月7日：従五位下。4月2日：侍従
- 嘉祥4年（851年） 2月13日：荘厳堂舍司（仁明天皇御忌斎会）
- 斉衡3年（856年） 7月13日：大判事。12月14日：刑部少輔
- 斉衡4年（857年） 2月16日：安房守
- 貞観2年（860年） 正月16日：出羽守
- 貞観10年（868年） 正月7日：従五位上
- 貞観11年（869年） 2月16日：治部大輔
- 貞観12年（870年） 正月25日：大蔵大輔
- 時期不詳：正五位下
- 元慶元年（877年） 正月3日：従四位下
- 時期不詳：播磨守
- 元慶4年（880年） 正月6日：卒去（従四位下行播磨守）

## 系譜
- 父：橘氏人?[2]
- 母：不詳
- 妻：不詳
  - 男子：橘経仁[1]